# Pteroclava krempfi
Pteroclava krempfi är en nässeldjursart som först beskrevs av Chantal Billard 1919.  Pteroclava krempfi ingår i släktet Pteroclava och familjen Cladocorynidae. Inga underarter finns listade i Catalogue of Life.